# فریهولد، نیوجرسی
فریهولد (به انگلیسی: Freehold Township) شهری در ایالت نیوجرسی کشور ایالات متحده آمریکا است که جمعیت آن در سرشماری سال ۲۰۱۰ میلادی، ۳۶٬۱۸۴ نفر بوده‌است.